# بدری نوراللهی
بدری نوراللهی (زادهٔ ۱ مهر ۱۳۰۹) دوبلور ایرانی است. او از ده‍هٔ ۱۳۳۰ تا ۱۳۶۰ مشغول به فعالیت بود.

## زندگی هنری
بدری نوراللهی فعالیت هنری خود را از سال ۱۳۲۷ با بازیگری در تئاتر آغاز کرد. وی در کلاس‌های تئاتر که توسط فرانک سی دیویدسن و جرج کویین‌بی در دانشکده ادبیات در دانشگاه تهران تدریس می‌شد، حضور داشته است. او دربارهٔ شروع کارش به عنوان گوینده می‌گوید: «اولین بار در رادیو برنامهٔ تئاتری لیلی و مجنون را اجرا می‌کردم. در رادیو از من و خانم فروزنده اربابی امتحان صدا گرفتند و من قبول شدم جای لیلی صحبت کنم.»
وی از هوشنگ لطیف‌پور و ابوالقاسم رضایی به عنوان اساتید خود نام می‌برد و دربارهٔ ورودش به دوبله و نقش‌هایی که گفته است می‌گوید: «از اوایل دههٔ ۱۳۳۰ وارد عرصهٔ دوبله شدم و در فیلم‌های آمریکایی از جمله فیلم زنگ‌ها برای که به صدا در می‌آیند (دوبله اول) رُل اینگرید برگمن را گفتم؛ فیلم محمد رسول‌الله در نقش سمیه، فیلم مادر در نقش خانم رقیه چهره‌آزاد، فیلم ویولون‌زن روی بام به‌جای یک پیرزن دلال صحبت کردم. در فیلم‌های فارسی اغلب به‌جای خانم مهری مهرنیا، خانم مهری ودادیان و همچنین در یک فیلم به‌جای خانم فخری خوروش صحبت کردم. در سریال تلویزیونی «زنان هفت تیربند» و «خواهران فضول» به‌جای پیرزنهای بامزه حرف زده‌ام. تقریباً نقش مادر تمام فیلم‌های سینمایی و تلویزیونی حرف زده‌ام. بیشتر جای پیرزن‌ها (حتی جای بچهٔ کوچک) حرف زده‌ام اما جای جینا لولوبریجیدا و آنا مانیانی هم حرف زده‌ام.»
ایشان در ادامه می‌گوید: «گویندگانی را به دوبله معرفی کردم، یکی خانم زهره شکوفنده که دختر دایی بنده است. زهره شکوفنده زمانی که وارد دوبله شد، ۵ ساله بود و هنوز خواندن و نوشتن بلد نبود ولی چون باهوش و با استعداد بود، خیلی زود در دوبله پیشرفت کرد و کار را یادگرفت؛ و همچنین پسرخاله‌ام منوچهر اسماعیلی را به دوبله دعوت کردم که جزو افتخارات دوبله هستند و همچنین پسرخالهٔ دیگرم فریدون اسماعیلی که در رادیو هنرمند بود.»

## دوبله
از گویندگی‌های شاخص و ماندگار بدری نوراللهی می‌توان به موارد زیر اشاره کرد:
فیلم (به‌ترتیب سال ساخت)
- بی‌نوایان (۱۹۳۵): فانتین
- به سوی غرب (۱۹۳۷): همسر کلانتر
- بر باد رفته (۱۹۳۹): عمه پتی (با بازی لورا هوپ کروز)
- داج سیتی (شهر داج) (۱۹۳۹): خانم اروینگ (با بازی جورجیا کین)
- خوشه‌های خشم (۱۹۴۰): مادر (با بازی جین دارول)
- کازابلانکا (۱۹۴۲): ایوون (با بازی مادلن لوبو)
- حادثه آکس‌بو (۱۹۴۳): پیرزن هفت‌تیر کش (با بازی جین دارول)
- زنگ‌ها برای که به صدا در می‌آیند (۱۹۴۳)، دوبله اول: ماریا (با بازی اینگرید برگمن)
- آرزوهای بزرگ (۱۹۴۶): همسر جو (با بازی فردا جکسون)
- کلمنتاین عزیزم (۱۹۴۶)

| متن عنوان                                           | متن عنوان | متن عنوان                                  | با بازی                            |
| --------------------------------------------------- | --------- | ------------------------------------------ | ---------------------------------- |
| سامسون و دلیله                                      | ۱۹۴۹      | مادر سامسونهیشام، ندیمهٔ دلیله              | فی هولدنجولیا فی                   |
| وینچستر ۷۳                                          | ۱۹۵۰      |                                            |                                    |
| اعتراف می‌کنم                                        | ۱۹۵۳      | آلما                                       | دالی هاس                           |
| دوبله اول زنده‌باد زاپاتا                            | ۱۹۵۲      | مادر ژوزفا                                 | میلدرد دانوک                       |
| عشوه‌گر                                              | ۱۹۵۲      |                                            | نرگس دات                           |
| انتخاب هابسن                                        | ۱۹۵۴      | خانم هفورس                                 | هلن هی                             |
| دوبله اول اولیس                                     | ۱۹۵۴      |                                            |                                    |
| دوبله دوم اُتِللو                                     | ۱۹۵۵      | امیلیا                                     |                                    |
| خارش هفت‌ساله                                        | ۱۹۵۵      | هلن شرمن                                   | ایولین کیز                         |
| آناستازیا                                           | ۱۹۵۶      | بارونس النا فون لیونبام                    | مارتینا هانت                       |
| دوبله دوم ده فرمان                                  | ۱۹۵۶      | یوکابه، مادر موسی                          | مارتا اسکات                        |
| شیشه پاک‌کن                                          | ۱۹۵۶      | لیدی باندرویل                              | امبروسین فیلپاتس                   |
| مرد عوضی                                            | ۱۹۵۶      |                                            |                                    |
| و خداوند زن را آفرید...                             | ۱۹۵۶      | مادام مورین                                | جین مارکن                          |
| دختر نمکزار                                         | ۱۹۵۷      |                                            |                                    |
| تعطیلات پاریسی                                      | ۱۹۵۸      | آنا مک‌کال                                  | مارتا هایر                         |
| تیرانداز چپ‌دست                                      | ۱۹۵۸      | خانم هیلخانم مک‌سوئین                       | آن برتونایو مک‌ویگ                  |
| خانه قایقی                                          | ۱۹۵۸      | کارولین گیبسون                             | مارتا هایر                         |
| عیالوار                                             | ۱۹۵۸      | کارلا                                      | مارلین مکسول                       |
| می‌خواهم زنده بمانم                                  | ۱۹۵۸      | سرپرستار زندان سن کوئنتینپلیس زن در اتوبوس | هوپ سامرزآلیس بکس                  |
| سلیمان و سبا                                        | ۱۹۵۹      |                                            |                                    |
| سوراخی در سر                                        | ۱۹۵۹      | سوفی مانه‌تا                                | تلما ریتر                          |
| شمال از شمال غربی                                   | ۱۹۵۹      | کلارا تورنهیل                              | جسی رویس لندیس                     |
| قایقرانان ولگا                                      | ۱۹۵۹      |                                            |                                    |
| اسپارتاکوس                                          | ۱۹۶۰      | پیرزن برده                                 | لی‌لی والنتی                        |
| دو چهرهٔ دکتر جکیل                                   | ۱۹۶۰      |                                            |                                    |
| دو زن                                               | ۱۹۶۰      | مادر میکله و نقش‌های متفرقه                 |                                    |
| گروهبان راتلیج                                      | ۱۹۶۰      | همسر کلنل                                  | بیلی برک                           |
| نابخشوده                                            | ۱۹۶۰      |                                            |                                    |
| وقت ملاقات بیگانه‌ایم                                | ۱۹۶۰      |                                            |                                    |
| داستان وست‌ساید                                      | ۱۹۶۱      | گرازیلا                                    | جینا تریکونیس                      |
| تله والدین (فیلم ۱۹۶۱)                              |           | لوئیس مک‌کندریک                             | کاتلین نسبیت                       |
| تیغ برهنه                                           | ۱۹۶۱      |                                            |                                    |
| شکوه علفزار                                         | ۱۹۶۱      | خانم استمپر، مادر بادکارولین               | جوآنا روسلین لورینگ و نقش‌های متفرق |
| خاطرات خانوادگی                                     | ۱۹۶۲      |                                            |                                    |
| دنیای دیوانه، دیوانه، دیوانه، دیوانه                | ۱۹۶۳      | خانم مارکوس                                | اتل مرمن                           |
| فریب‌خورده و رها شده                                 | ۱۹۶۳      | مادر پپینو                                 | لولا براسینیو نقش‌های متفرقه        |
| کلئوپاترا                                           | ۱۹۶۳      |                                            |                                    |
| خداحافظ چارلی                                       | ۱۹۶۴      |                                            |                                    |
| بزرگ‌ترین داستان عالم                                | ۱۹۶۵      |                                            |                                    |
| چه کسی از ویرجینیا وولف می‌ترسد                      | ۱۹۶۶      | هانی                                       | سندی دنیس                          |
| هاوایی                                              | ۱۹۶۶      | مالاما                                     | جاسلین لاگارد                      |
| پابرهنه در پارک                                     | ۱۹۶۷      | اتل بنکس، مادر کوری                        | میلدرد نتویک                       |
| شما فقط دوبار زندگی می‌کنید                          | ۱۹۶۷      | هلگا براندتخانم مانی پنی                   | کارین دورلوئیس مکسول               |
| ظرف عسل                                             | ۱۹۶۷      | مل مک‌گیل                                   | ادی آدامز                          |
| کنتسی از هنگ کنگ                                    | ۱۹۶۷      |                                            |                                    |
| میلی کاملاً مدرن (در ایران: دختر خیلی خیلی متجدد)    | ۱۹۶۷      | خانم می‌یرز                                 | بئاتریس لی‌لی                       |
| بچه رزماری                                          | ۱۹۶۸      | مینی                                       | روث گوردون                         |
| پارتی                                               | ۱۹۶۸      | آلیس کلاترباکمای کلاترباک                  | فی مکنزیکت گرین                    |
| پنج ورق سرنوشت                                      | ۱۹۶۸      | ماما مالون                                 | روت اسپرینگ فورد                   |
| چیتی‌چیتی بنگ‌بنگ                                     | ۱۹۶۸      |                                            |                                    |
| رومئو و ژولیت                                       | ۱۹۶۸      | دایهٔ ژولیت                                 | پت هیوود                           |
| شب‌بخیر خانم کمپبل                                   | ۱۹۶۸      | شرلی                                       | شلی وینترز                         |
| بوچ کسیدی و ساندنس کید (در ایران: مردان حادثه‌جو)    | ۱۹۶۹      | زن چاق مسافر قطار                          | جودی گیلبرت                        |
| شجاعت واقعی                                         | ۱۹۶۹      | خانم فلوید خانم راس                        | ادی اتواتر الیزابت هارور           |
| باشگاه اجتماعی شاین (دو کابوی در شاین)              | ۱۹۷۰      |                                            |                                    |
| بورسالینو                                           | ۱۹۷۰      | سیمونهمادر روک                             | فرانسواز کریستوفه لورا آدانی       |
| توئینکی                                             | ۱۹۷۰      | مادر توئینکی                               | اونور بلکمن                        |
| داستان عشق                                          | ۱۹۷۰      | مستخدمه                                    |                                    |
| دوازده صندلی                                        | ۱۹۷۰      | مادر زن اپولیت                             |                                    |
| عرق سرد (در ایران: ملاقات در شب)                    | ۱۹۷۰      | فابین مارتین                               | لیو اولمان                         |
| عشاق موسیقی                                         | ۱۹۷۰      | مادر نینا                                  | مارین پریور                        |
| دوبله اول غریبه‌ها در شهر                            | ۱۹۷۰      | مهماندار هواپیما                           | آن پرنتیس                          |
| فرودگاه                                             | ۱۹۷۰      | ادا کوانست                                 | هلن هایز                           |
| مرد بد سرشت                                         | ۱۹۷۰      |                                            |                                    |
| الماس‌ها ابدی‌اند                                     | ۱۹۷۱      |                                            |                                    |
| پرتقال کوکی                                         | ۱۹۷۱      | مادر الکس                                  | شیلا رینور                         |
| دوئل                                                | ۱۹۷۱      | پیرزن                                      | لوسیل بنسون                        |
| دوقلوهای خون‌آشام                                    | ۱۹۷۱      | کتی ویل                                    | کاتلین بایرون                      |
| سرت را بدزد، احمق!، در آمریکا با نام یک مشت دینامیت | ۱۹۷۱      | آدلایتا                                    | مارینا مونتی                       |
| ویولون‌زن روی بام                                    | ۱۹۷۱      | پیرزن دلال ازدواج                          |                                    |
| هلن چشه؟                                            | ۱۹۷۱      | هلن                                        | شلی وینترز                         |
| برادر خورشید، خواهر ماه                             | ۱۹۷۲      | پیرزن                                      |                                    |
| دوبله اول پدرخوانده                                 | ۱۹۷۲      | کانی کورلئونه                              | تالیا شایر                         |
| جنون                                                | ۱۹۷۲      | خانم آکسفورد گلادیس، پذیرش هتل             | ویوین مرچنتالزی راندولف            |
| سرقت الماس                                          | ۱۹۷۲      |                                            |                                    |
| سولاریس                                             | ۱۹۷۲      | آنا                                        |                                    |
| حالا نگاه نکن (در ایران: طلسم)                      | ۱۹۷۳      | هدر                                        | هیلاری میسون                       |
| دسامبر گرم                                          | ۱۹۷۳      | ماریا بارلو                                | هیلاری کرین                        |
| ماه کاغذی                                           | ۱۹۷۳      |                                            |                                    |
| نیش                                                 | ۱۹۷۳      | همسر لوتر                                  |                                    |
| وحشی (در ایران: وحشی و زیبا)                        | ۱۹۷۵      | خانم مارک                                  | بوبو لویس                          |
| توطئه خانوادگی                                      | ۱۹۷۶      | جولیا رینبرد                               | کاتلین نزبیت                       |
| محمد رسول‌الله                                       | ۱۹۷۶      | سمیه                                       | رزالی کراچلی                       |
| شتابزده                                             | ۱۹۷۷      | مادر ادویج                                 | ماری ده‌آ                           |
| عیسی ناصری                                          | ۱۹۷۷      |                                            |                                    |
| فرودگاه ۷۷                                          | ۱۹۷۷      | امیلی لیوینگستون                           | اُلیویا دوهاویلند                   |
| کشته‌های زمستان                                      | ۱۹۷۹      |                                            |                                    |
| شکارچی                                              | ۱۹۸۰      |                                            |                                    |
| پله فاتح                                            | ۱۹۸۷      |                                            |                                    |

فیلم‌های ایرانی
- ضربت (۱۳۴۳، ساموئل خاچیکیان): همسر جمال (با بازی آنیک شفرازیان) و مادر دکتر (با بازی اشرف کاشانی)
- سرسام (۱۳۴۴، ساموئل خاچیکیان): (آنیک شفرازیان)
- گوزنها (۱۳۵۳، مسعود کیمیایی): مستأجر (با بازی پروین سلیمانی)
- مرغ همسایه (۱۳۵۳): (مهری ودادیان)
- سوته‌دلان (۱۳۵۶، علی حاتمی): مادر (با بازی رقیه چهره‌آزاد)
- مشت (۱۳۶۳): مادر (با بازی مهری مهرنیا)
- بایکوت (۱۳۶۴، محسن مخملباف): (عصمت مخملباف)
- گردباد (۱۳۶۴): (مهری ودادیان)
- گمشده (۱۳۶۴): (مهری ودادیان)
- حریم مهرورزی (۱۳۶۵): مادر (با بازی مهری مهرنیا)
- افسون (۱۳۶۷): (پریدخت اقبال‌پور)
- آخرین مهلت (۱۳۶۸): (پریدخت اقبال‌پور)
- مادر (۱۳۶۸، علی حاتمی): مادر (با بازی رقیه چهره‌آزاد)

مجموعه تلویزیونی
- سلطان صاحبقران (۱۳۵۴)
- طلاق (۱۳۶۵، مسعود اسداللهی): مادربزرگ (با بازی مهری مهرنیا)
- هزاردستان (۱۳۵۸–۱۳۶۶، علی حاتمی): مستخدمه (با بازی رقیه چهره‌آزاد)
- در تعقیب جو
- اسمیت و جونز
- خواهران فضول
- لئوناردو داوینچی
- مارکو پولو
- جنایت و مکافات
- سال‌های دور از خانه

انیمیشن
- زیبای خفته (فلورا، پری صورتی پوش)
- روباه و سگ شکاری (پیرزن)
- آخرین تک‌شاخ (جادوگر عجوزه)
- مهاجران (انیمه) (مادر)
- رامکال (مادربزرگ آلیس)
- حنا دختری در مزرعه (مادربزرگ حنا)
- بلفی و لی‌لی‌بیت (مادر لی‌لی‌بیت و خانم بلا)
- بنر (گوچا -مخالفم!- در چند قسمت)
- دهکده حیوانات (خانم ببر و مادر میشا در چند قسمت)
- جیم و مادربزرگ (مادربزرگ)

## سایر فعالیت‌ها
نوراللهی در کنار دوبله، در مجموعه تلویزیونی آئینه به عنوان بازیگر به ایفای نقش پرداخته است.